# Парламентские выборы в Италии (1963)
Парламентские выборы в Италии прошли 28 апреля 1963 года и принесли победу Христианско-демократической партии. Это были первые выборы после конституционной реформы, проведенной в феврале 1963 года. Согласно этой реформе устанавливалось фиксированное количество членов парламента (630 для палаты депутатов и 315 — для сената).

## Избирательная система
Выборы в палату депутатов проходили по партийным спискам. Итальянские провинции были объединены в 32 избирательных округа, от каждого из которых избиралась группа кандидатов. В избирательном округе места распределялись между открытым спискам с использованием метода крупнейших остатков с квотой Империали. Остальные голоса и места распределялись на национальном уровне с использованием квоты Хэйра среди списков не получивших места на местном уровне.
Для выборов в Сенат были созданы 237 одномандатных округа, хотя его численность составляла 315 членов. Кандидату необходимо было набрать две трети голосов. Все оставшиеся голоса и места группировались в партийных списках по региональным избирательным округам. Места распределялись с использованием метода д’Ондта.

## Результаты выборов
Результаты выборов в Палату депутатов.
| Партия/Блок                                                | Голоса     | %     | Места |
| Христианско-демократическая партия                         | 11 773 182 | 38,28 | 260   |
| Итальянская коммунистическая партия                        | 7 767 601  | 25,26 | 166   |
| Итальянская социалистическая партия                        | 4 255 836  | 13,84 | 87    |
| Итальянская либеральная партия                             | 2 144 270  | 6,97  | 39    |
| Итальянская демократическая социалистическая партия        | 1 876 271  | 6,10  | 33    |
| Итальянское социальное движение                            | 1 570 282  | 5,11  | 27    |
| Итальянская демократическая партия монархического единства | 536 948    | 1,75  | 8     |
| Итальянская республиканская партия                         | 420 213    | 1,37  | 6     |
| Народная партия Южного Тироля                              | 135 457    | 0,44  | 3     |
| прочие партии                                              | 272 811    | 0,88  | 1     |
| Всего                                                      | 30 752 871 | 100   | 630   |

Результаты выборов в Сенат.
| Партия/Блок                                                | Голоса     | %     | Места |
| Христианско-демократическая партия                         | 9 579 158  | 34,87 | 126   |
| Итальянская коммунистическая партия                        | 6 461 616  | 23,52 | 78    |
| Итальянская социалистическая партия                        | 3 849 440  | 14,01 | 44    |
| Итальянская либеральная партия                             | 2 065 887  | 7,52  | 19    |
| Итальянская демократическая социалистическая партия        | 1 743 837  | 6,35  | 14    |
| Итальянское социальное движение                            | 1 414 754  | 5,15  | 14    |
| Итальянская демократическая партия монархического единства | 429 342    | 1,56  | 2     |
| Народная партия Южного Тироля                              | 112 023    | 0,41  | 2     |
| прочие партии                                              | 1 813 118  | 6,61  | 16    |
| Всего                                                      | 27 469 175 | 100   | 315   |